# 진차오차오
진차오차오(중국어: 金巧巧, 병음: Jin Qiaoqiao, 한자음: 금교교, 1975년 4월 21일 ~ )는 중화인민공화국의 배우이다.
선양시 허핑구에서 태어났다.

## 방송
- 고방부자상 : 적국의 연인
- 여상육정
- 양귀비비사
- 노대적행복

## 영화
- 초류향 (2012년) - 애청 역
- 양문여장 (2011년)